# Fountain N' Lakes
Fountain N' Lakes è un villaggio degli Stati Uniti d'America, situato nello Stato del Missouri, nella contea di Lincoln.